# Epiphryne autocharis
Epiphryne autocharis är en fjärilsart som beskrevs av Edward Meyrick 1924. Epiphryne autocharis ingår i släktet Epiphryne och familjen mätare. Inga underarter finns listade i Catalogue of Life.